# Catherine Bagration

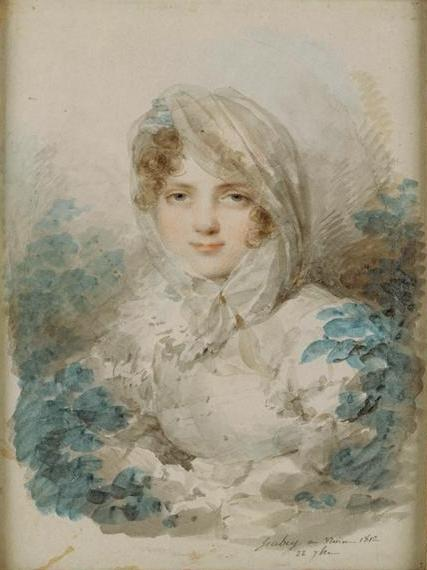
Catherine Bagration (1820).

Catherine Bagration, född 7 februari 1783, död 21 maj 1857, var en rysk salongsvärd. Hon var i sin samtid känd som skönhetsikon, för sin excentricitet och för sitt äventyrliga liv. Hon ryktas ha varit hemlig rysk agent, agerade informell diplomat för antifransk och prorysk politik och ska ha medverkat till att Österrike anslöt sig till koalitionen mot Napoleon I. Hon höll salong i Wien 1810-15 och i Paris från 1815.    
Dotter till greve Paul Martinovitj Skavronskij, sändebud i Neapel, och Jekaterina von Engelhardt, som var systerdotter till Potemkin. Hon blev gift i slottskyrkan i Gatchinapalatset den 2 september 1800 med general furst Pjotr Bagration i ett äktenskap arrangerat av tsaren. Hon ska vid vigseln ha varit förälskad i greve P. Palena. År 1805 lämnade Catherine Bagration maken och reste till Europa, där hon stannade under förebärande av sin hälsa. Hon reste mellan hoven och blev en känd gestalt i hela Europas societetsliv. Hon kallades "Le Bel Ange nu" ("naken ängel") på grund av sin förkärlek för genomskinliga klänningar och "Chatte Blanche" ("Vit Katt") - för sin sinnlighet. Hon hade ett förhållande med prins Metternich och höll en prorysk och antinapoleonsk salong i Wien. Hon genomdrev en bojkott av franska ambassaden i Wien och ska som informell diplomat ha medverkat till att Österrike anslöt sig till koalitionen mot Napoleon. Under Wienkongressen 1814 hade hon, då kallad "ryska Andromeda ", ett förhållande med tsaren tillsammans med "Cleopatra Kurland" (Wilhelmine av Kurland). Enligt samtida rapporter ska dock tsaren snarare ha haft affärsmöten med henne, då hon möjligen var en rysk agent, även om det inte har bevisats. Hon 1815 till Paris, där hon öppnade salong och blev bekant med Balzac. Hon gifte sig 1830 med brittiska generalen och diplomaten Caradoc, Lord Howden (Sir John Hobart Caradoc, 2nd Baron Howden av Howden och Grimston) (1799 - 1873). 